# Панфьоров Андрій Вікторович
Андрій Панфьоров (рос. Андрей Викторович Панфёров; нар. 2 жовтня 1980, Москва, СРСР) — російський футболіст, опорний півзахисник.

## Життєпис
Вихованець ФШМ «Торпедо» Москва. У «Торпедо» дебютував 30 жовтня 1998 року у 30-му турі чемпіонату Росії: в гостьовому матчі проти «Ротора», вийшовши на заміну на 82-ій хвилині. У сезонах 1999, 2001 та 2003 років провів ще шість ігор у вищому дивізіоні. У 1998-2005 роках зіграв 100 матчів, забив 8 м'ячів у дублюючій команді в другому дивізіоні і турнірі дублерів. Відправлявся в оренду в тульський «Арсенал» (2002, другий дивізіон), астраханський «Волгар-Газпром» (2003, перший дивізіон), «Металургс» (Лієпая) (2004, чемпіонат Латвії). У 2005 році зіграв 16 матчів за «Торпедо».
У січні 2006 підписав річний контракт з криворізьким «Кривбасом». Дебютував за команду 12 березня 2006 року в програному (1:2) домашньому поєдинку 21-го туру вищої ліги чемпіонату України проти київського «Арсенала». Андрій вийшов на поле на 55-ій хвилині, замінивши Олександра Іващенка, а на 71-ій хвилині Панфьоров відзначився дебютним голом. Провів за клуб 6 матчів, забив два м'ячі в чемпіонаті України і в липні залишив команду. У 2007-2009 роках грав за клуб першого російського дивізіону «СКА-Енергія» (Хабаровськ).

## Досягнення
- Латвійська футбольна Вища ліга
  -  Срібний призер (1): 2004